# Samphanthawong
Samphanthawong (thaï : สัมพันธวงศ์) est l’un des 50 khets de Bangkok, Thaïlande. Considéré comme le quartier chinois de Bangkok (en) et appelé communément Yaowarat (du nom de la rue principale du quartier construite en 1902 puis agrandie en 2003), c'est le plus petit district en termes de superficie, mais il présente la plus forte densité de population de tous les districts de Bangkok.
C'est de nos jours l'un des sites touristiques les plus importants de Bangkok. 14 % des bâtisses sont classées monuments historiques. Les fameux "compartiments chinois" (en anglais : shophouse) de deux, trois ou quatre niveaux avec boutique sur la rue, entrepôt et séjour à l'arrière et appartements dans les étages supérieurs, représentent plus de 70% des bâtisses du quartier chinois.

## Histoire
Lorsque le roi Rama Ier est venu construire sa capitale à Bangkok en 1782, c'était un village où vivaient, entre autres, des commerçants chinois arrivés au XVIIe siècle. Ces commerçants partirent alors s'établir plus au sud, à Sampaeng, embryon du quartier chinois d'aujourd'hui à Samphantawong.
Le quartier de Samphanthawong est le plus ancien quartier commerçant de Bangkok. 

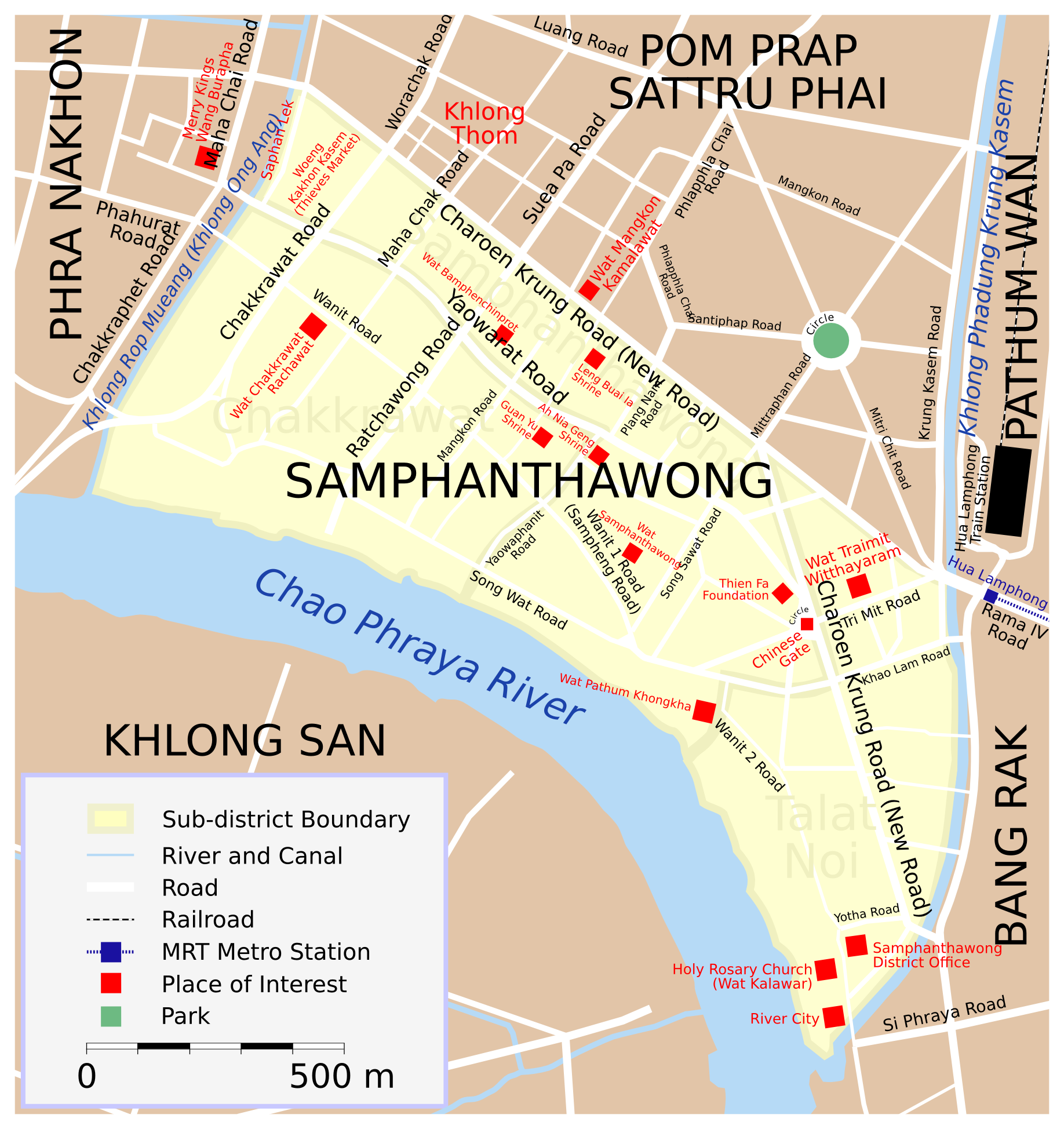
Plan de Samphanthawong, le quartier chinois de Bangkok

Jadis, il était malfamé, réputé pour ses maisons closes, ses tripots et ses fumeries d'opium. Les hôtels étaient des établissements bon marché, plus ou moins sordides et faisant office de bordel.
Aucun monument du quartier ne se distingue suffisamment pour symboliser l'identité du quartier chinois : il y a certes des sanctuaires très populaires comme le San Chao Pho Sua (le sanctuaire du tigre) ou Leng Noei Yi (la pagode du dragon) mais ceux-ci sont excentrés ou peu visibles de la rue. C'est pourquoi une porte chinoise a été construite au rond-point de l'Odeon pour marquer ostensiblement l'entrée du quartier.

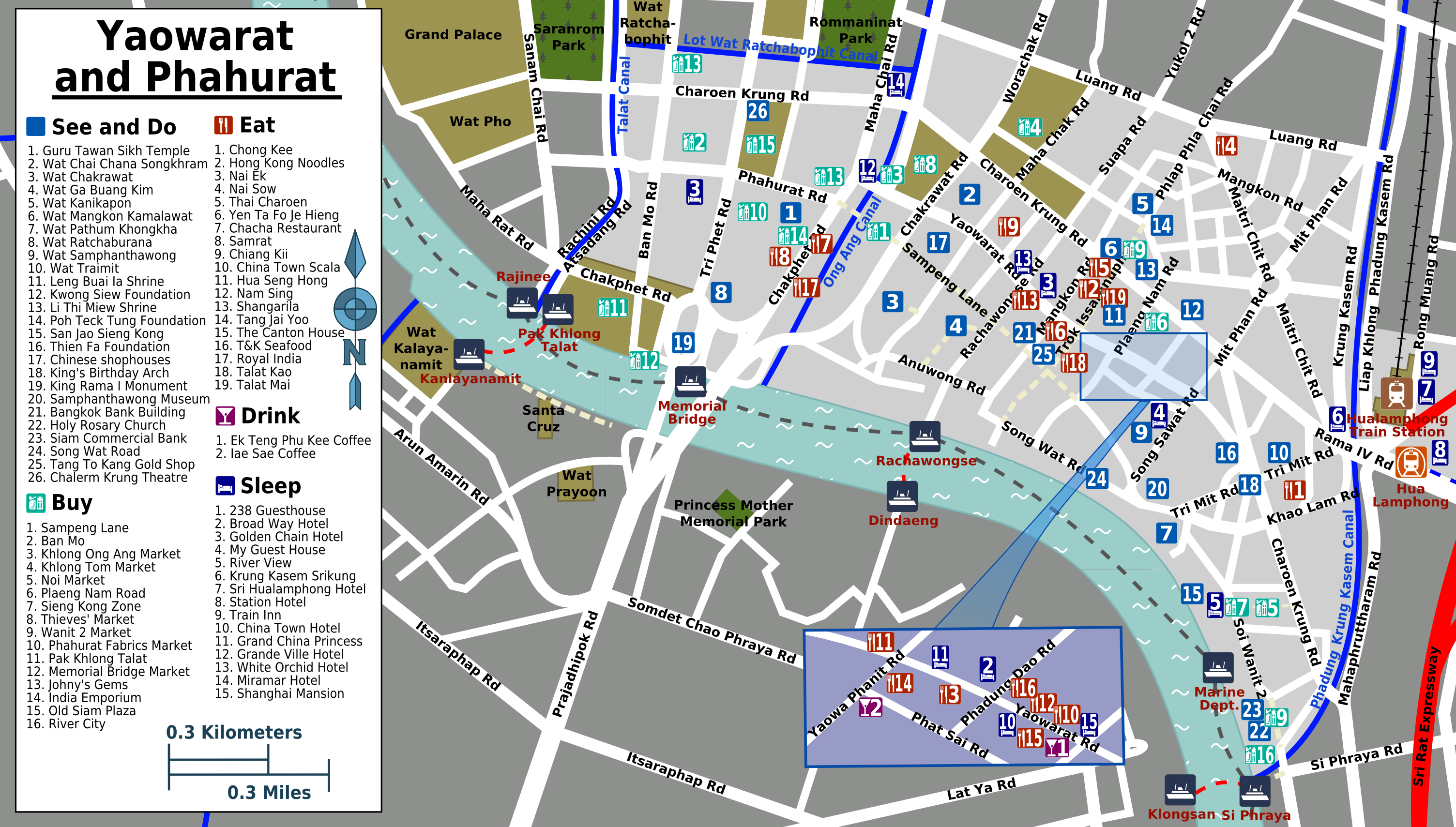
Carte de Yaowarat (Samphanthawong)

Aujourd'hui, quelques grands hôtels luxueux y ont vu le jour en dépit du peu d'espace disponible : le Grande Ville Hotel, le Grand  China Princess... Le quartier chinois est connu pour les nombreuses marchandises que l'on y propose à des prix défiant toute concurrence : mercerie, tissus importés, vêtements, du batik, des sarongs, linge de maison, des objets de culte, vrais bijoux et fantaisies, articles en plastique sans parler des cosmétiques et des montres vraies ou fausses,...
Yaowarat est aussi plus que jamais associé à la cuisine chinoise.

## Points d'intérêt
- La porte chinoise du rond-point de l'Odeon qui signale l'entrée dans le quartier chinois
- Le Bouddha d'or du Wat Traimit et le Wat Chakkrawat (ou Crocodile Wat), un des plus grands temples de Bangkok
- Le sanctuaire chinois Leng Buai, un des plus vieux de Thaïlande, construit en 1658 ou peut-être plus tard un peu après 1782, après la chute d'Ayutthaya[8]
- Église du Saint-Rosaire de Bangkok
- Le petit musée Ban Kao Lao Ruang[9]
- Les compartiments chinois (shophouses) dont le siège du journal thaïlandais en langue chinoise "Sing Sian Yer Pao"[10] (chinois : 星暹日報)(anciennement the Belgian department store "S.A.B"[11]) et les remarquables On Lok Yun[12], Khaek Building[13],[14], Sui An[15]...
- etc.

## Galerie

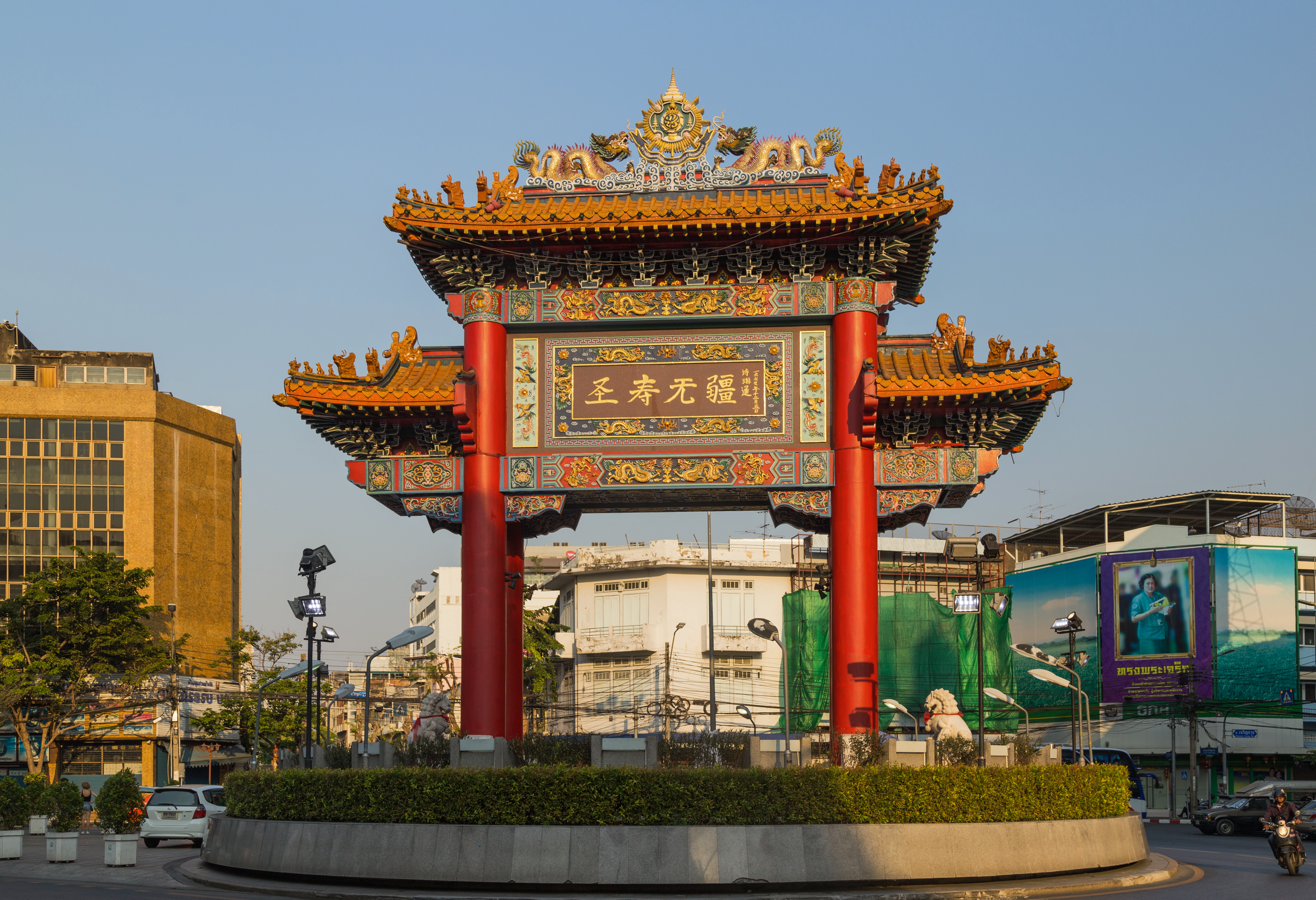
Porte chinoise
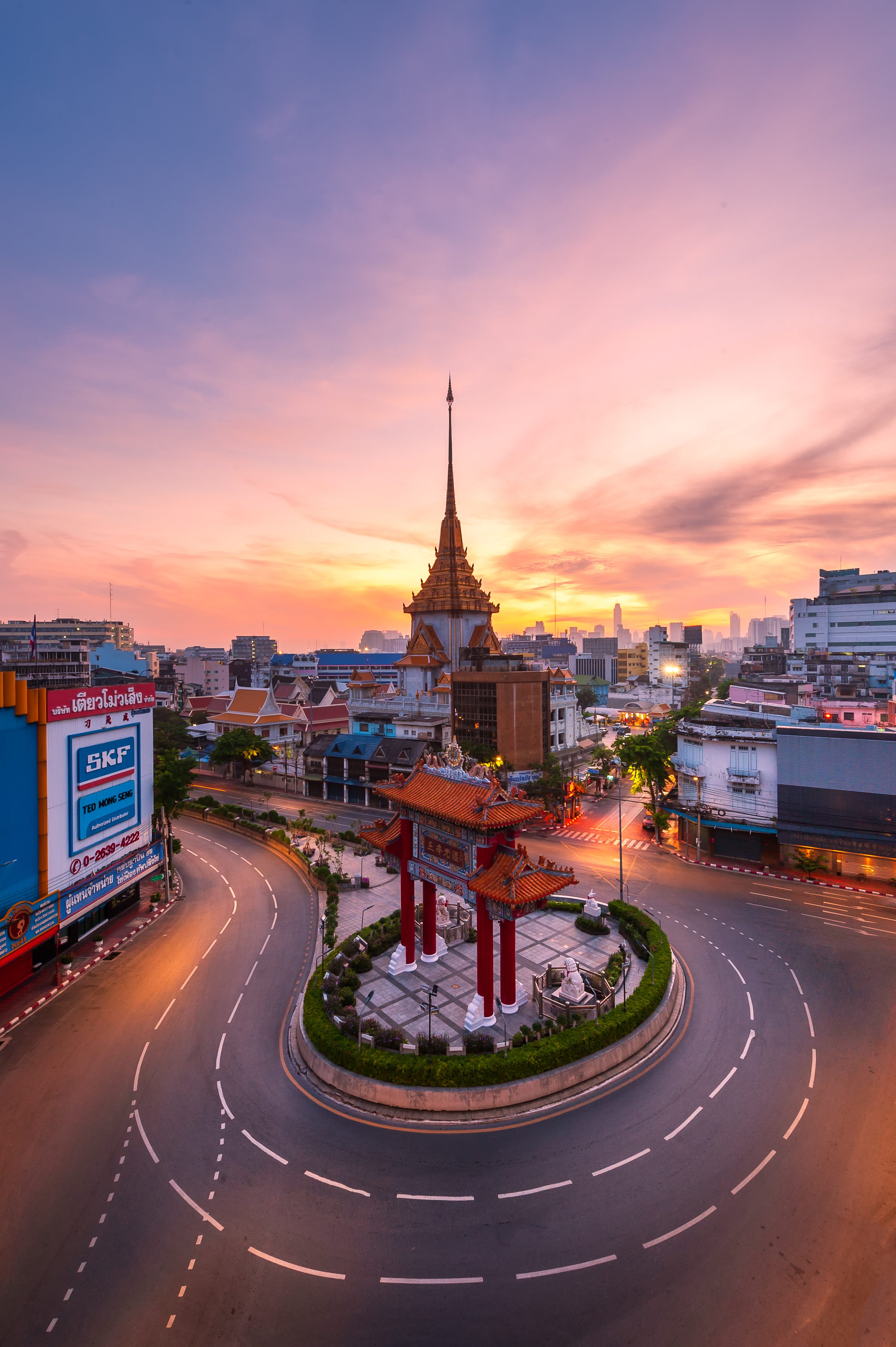
Rond-point de l'Odeon (Odeon Circle (en))
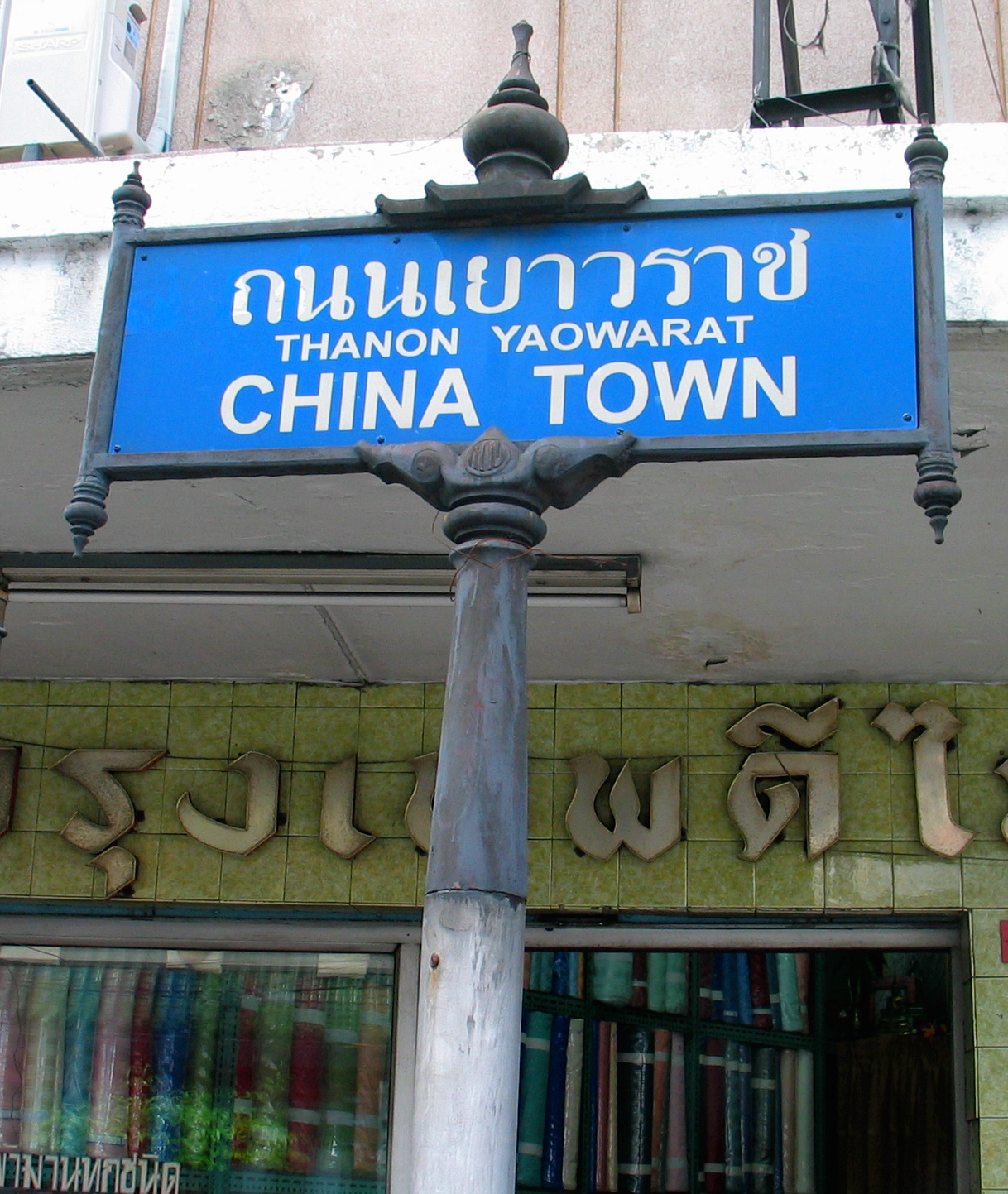
Rue Yaowarat, artère du quartier de Samphanthawong
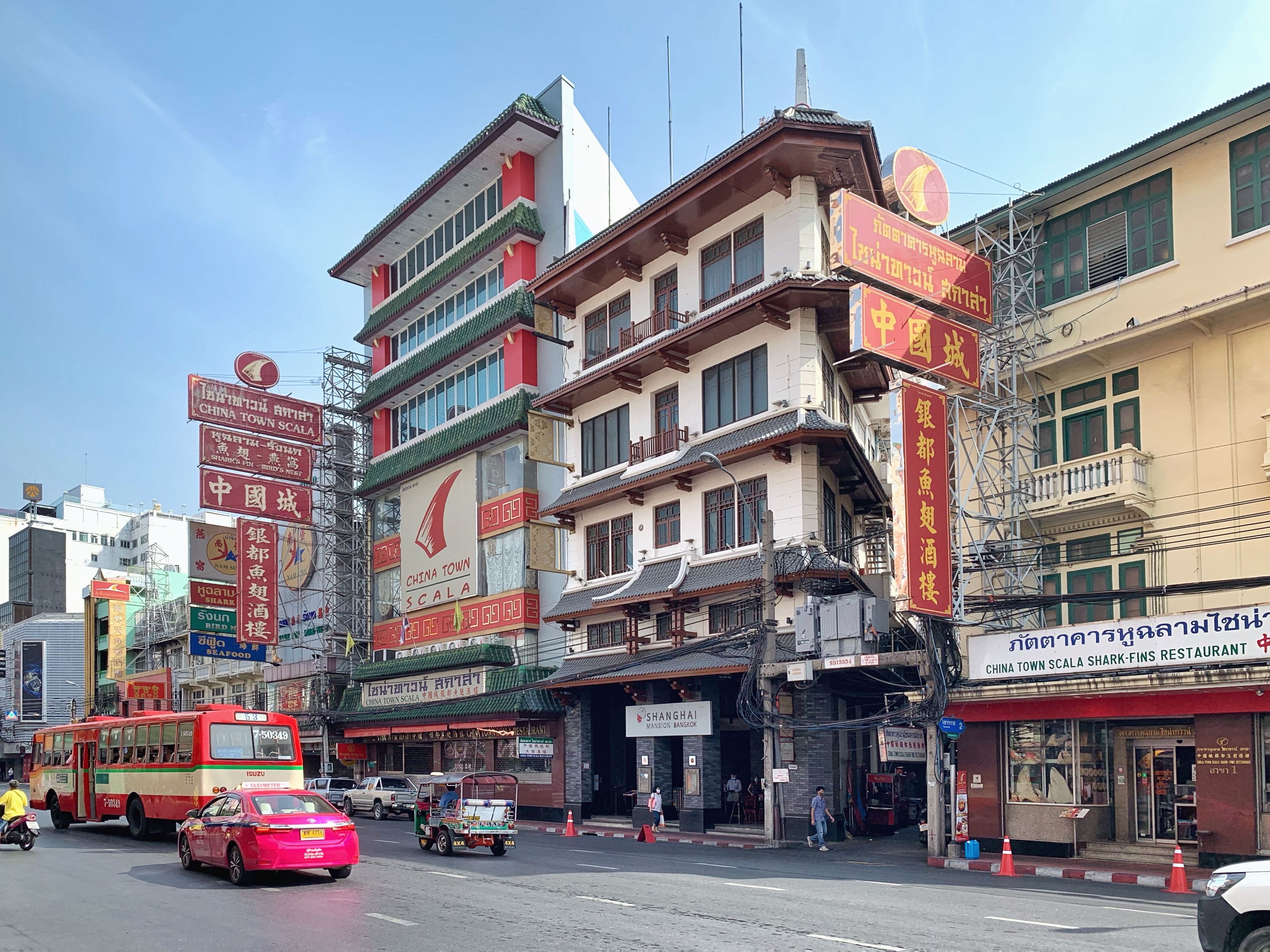
Rue Yaowarat, le jour, petits immeubles et "compartiments chinois"
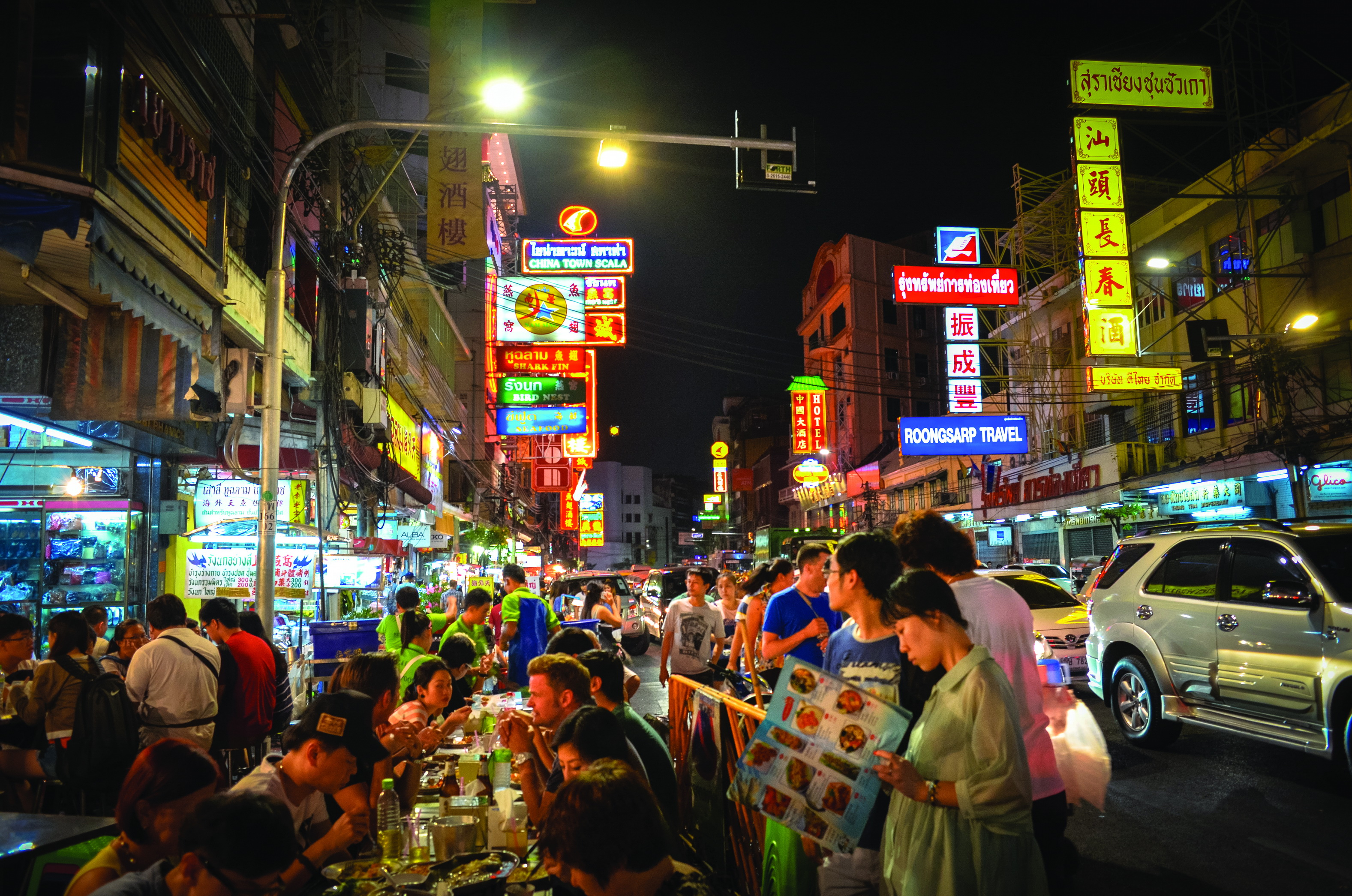
Rue Yaowarat, la nuit, et ses restaurants de cuisine chinoise
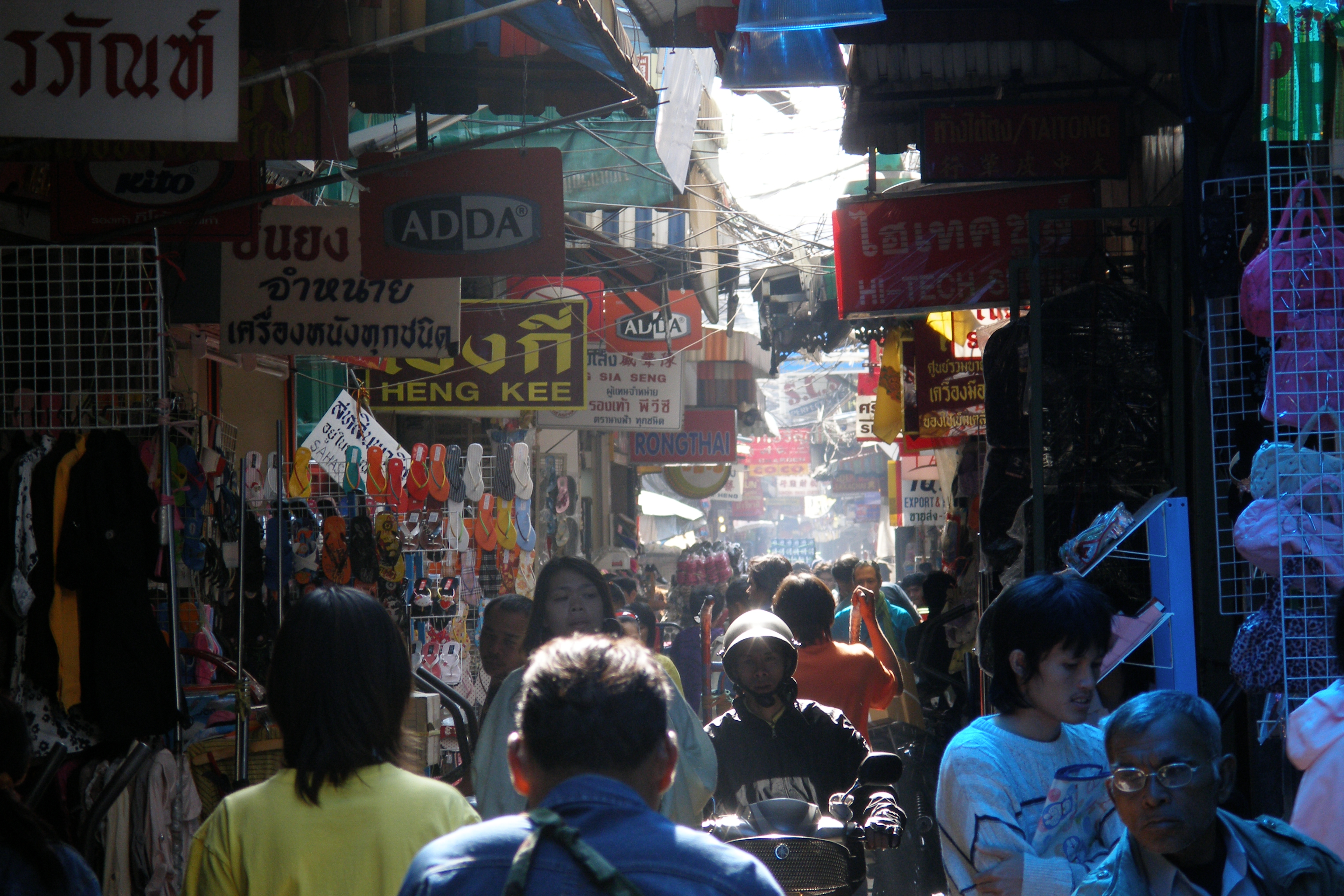
Foule dans Soi Wanit 1, la principale ruelle marchande du quartier
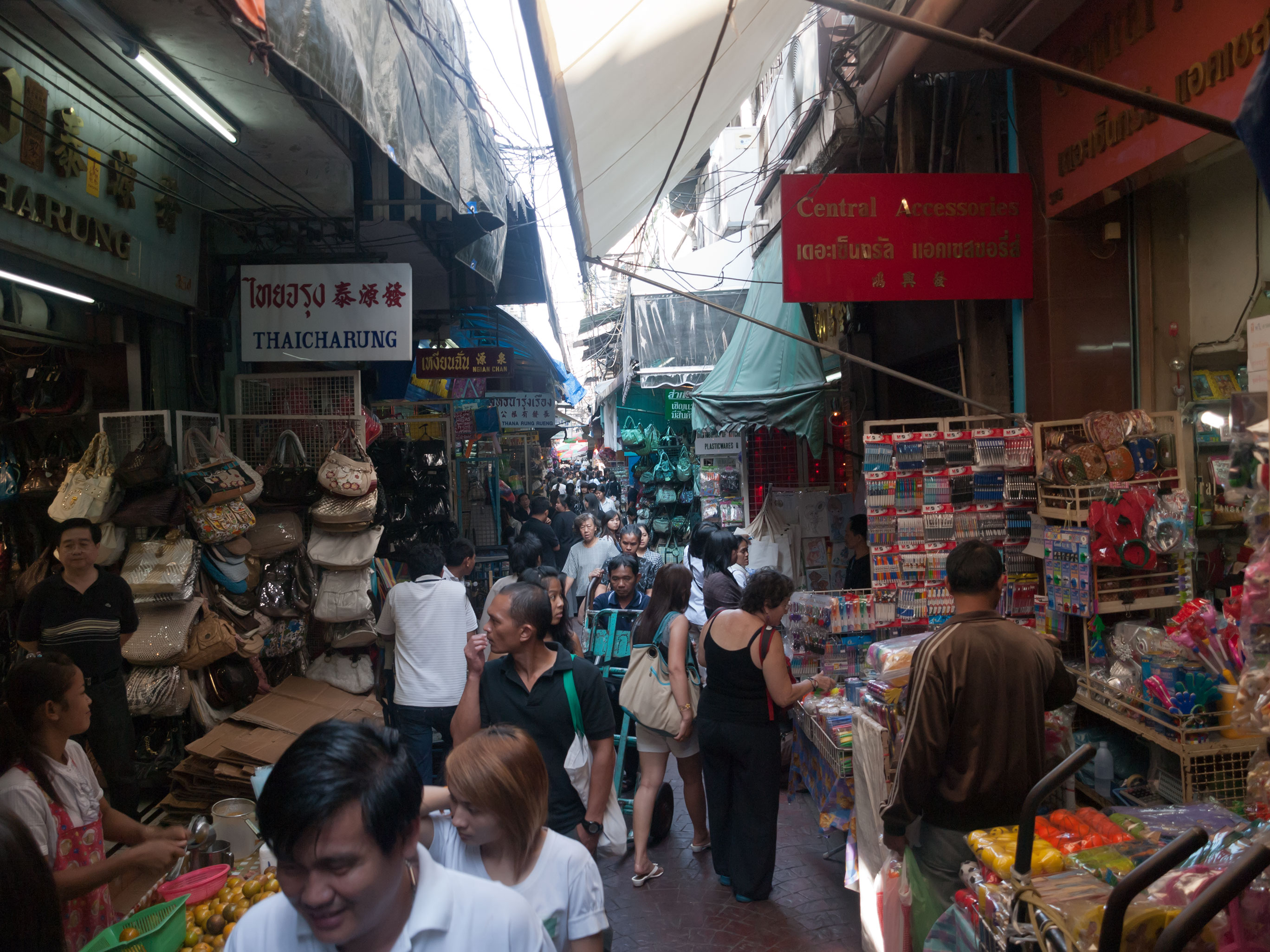
Soi Wanit 1 plus connu sous le nom de Sampheng
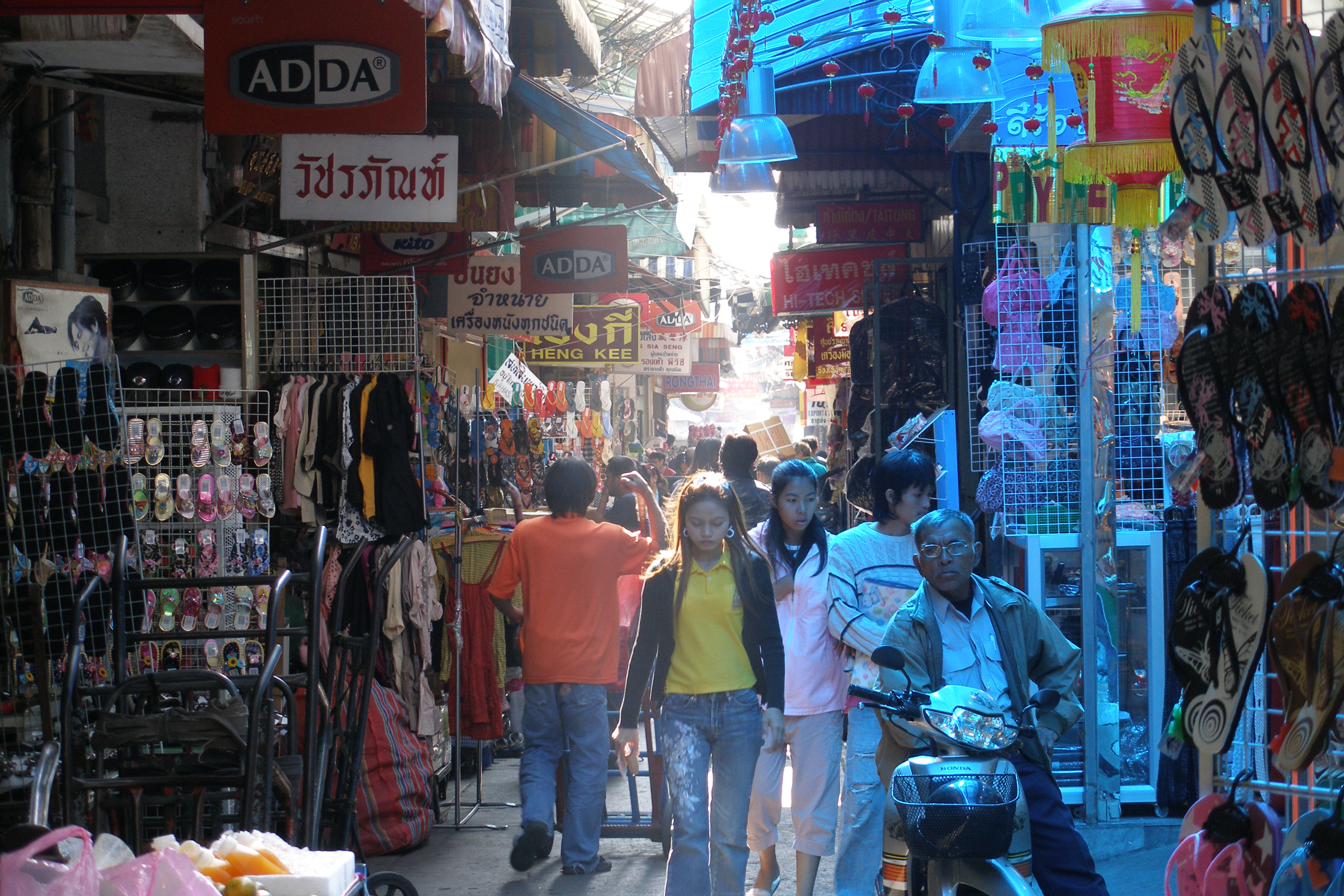
Soi Wanit 1 plus connu sous le nom de Sampaeng

Compartiments chinois (Shophouses)
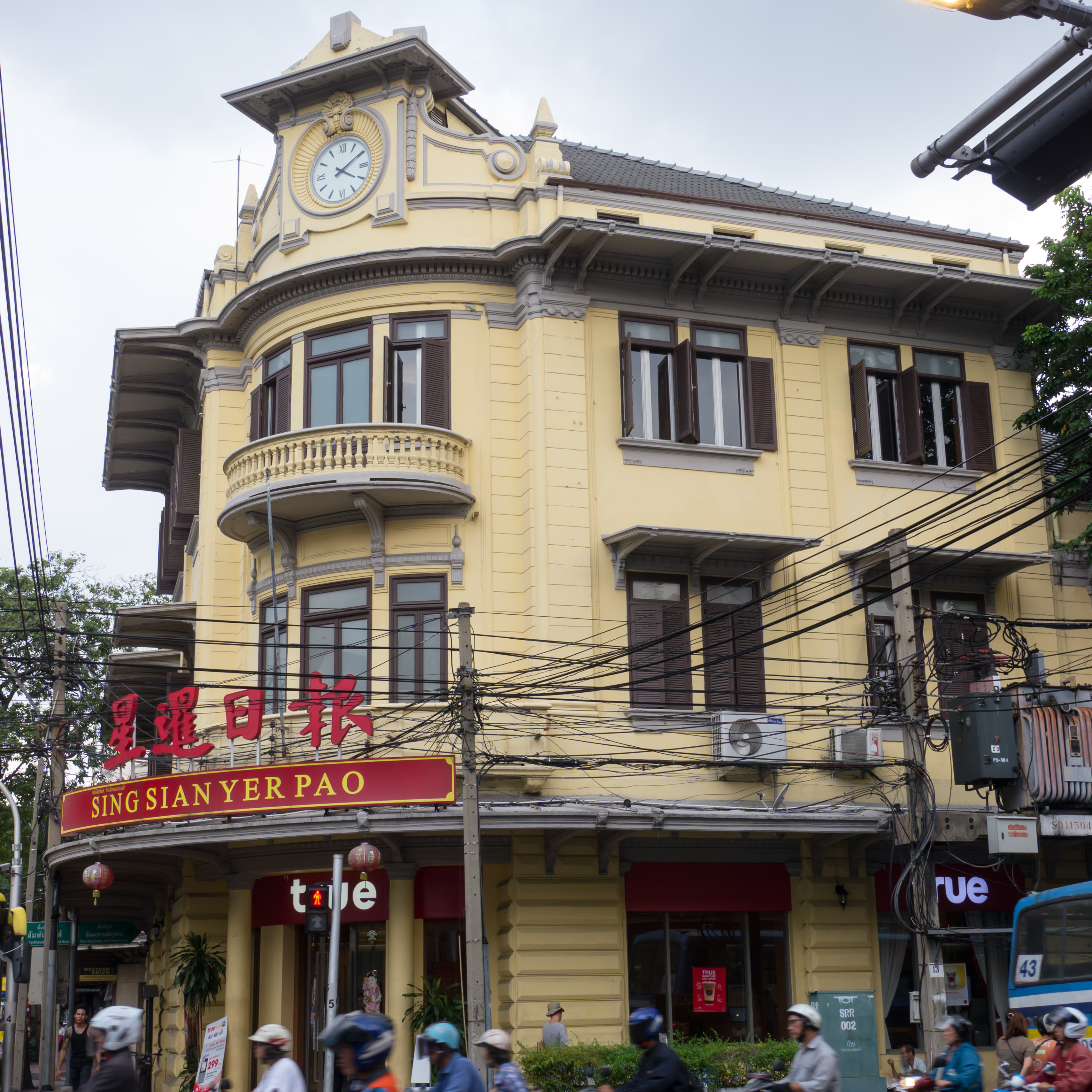
Shophouse de style néoclassique, siège du journal "Sing Sian Yer Pao" (jadis "S.A.B") construit sous le règne de Rama V (1868-1910)
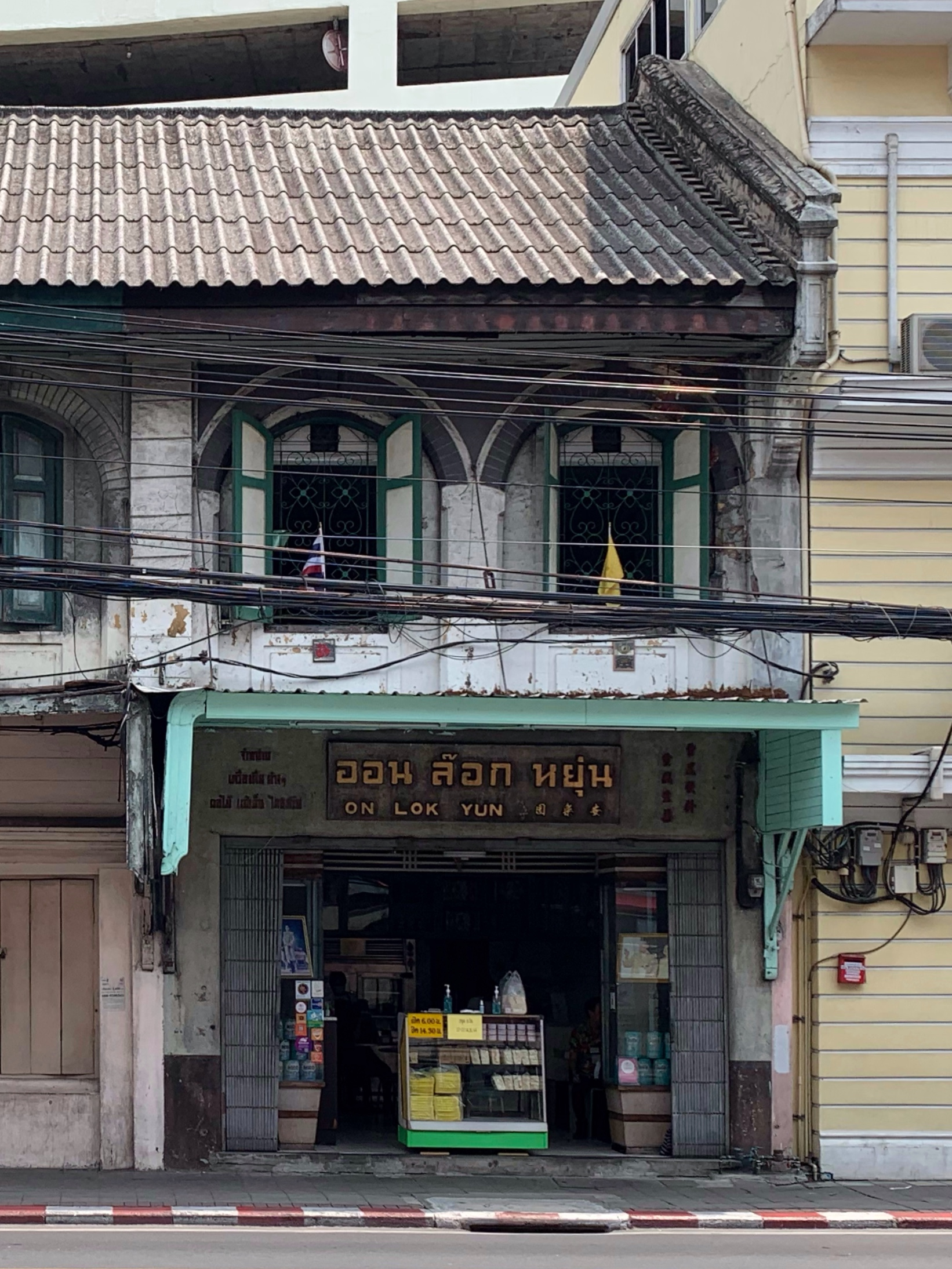
On Lok Yun, restaurant construit sous le règne de Rama V (1868-1910)
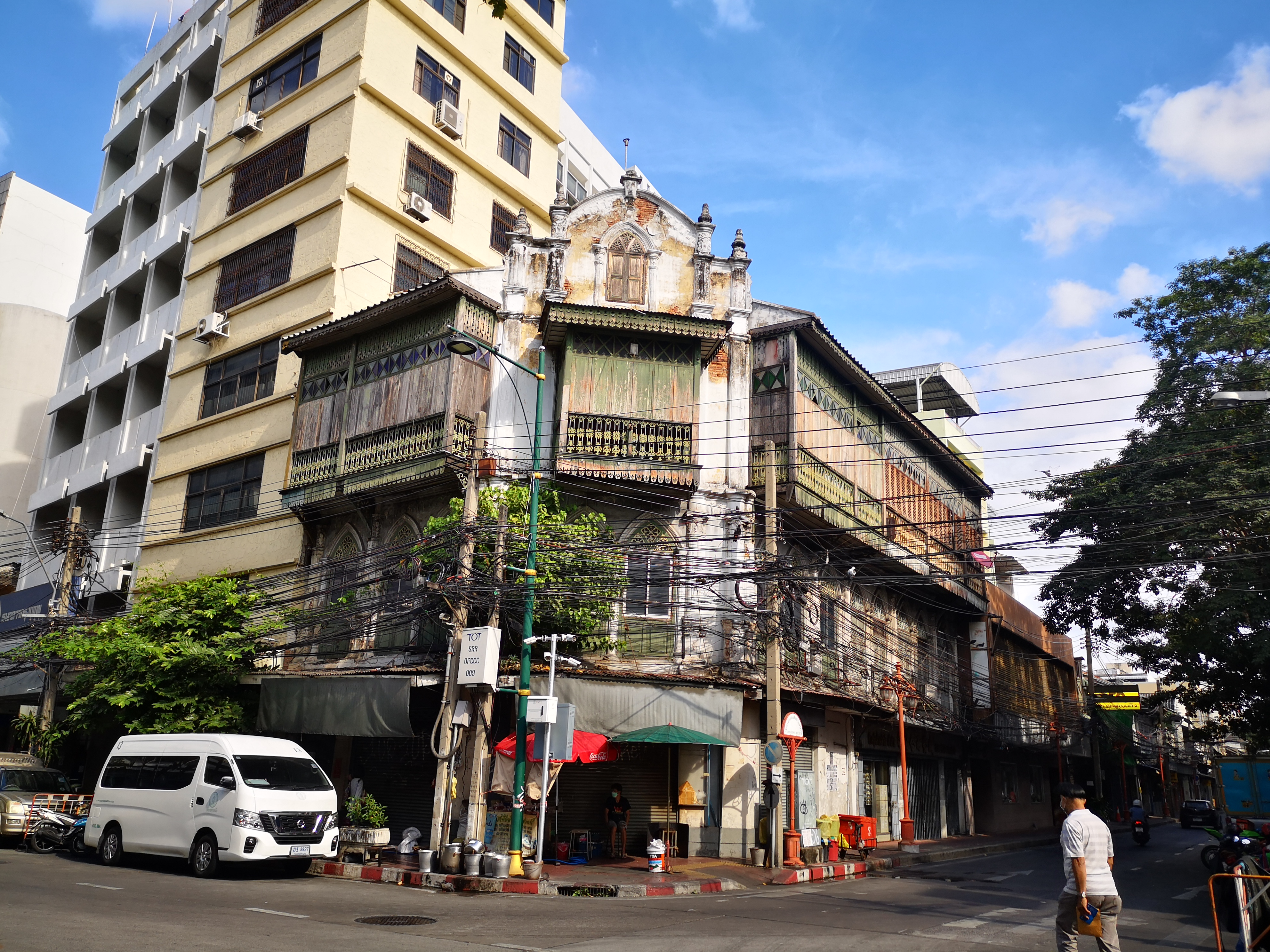
Khaek Building ("Bâtiment indien") de style indo-européen construit sous le règne de Rama V (1868-1910)
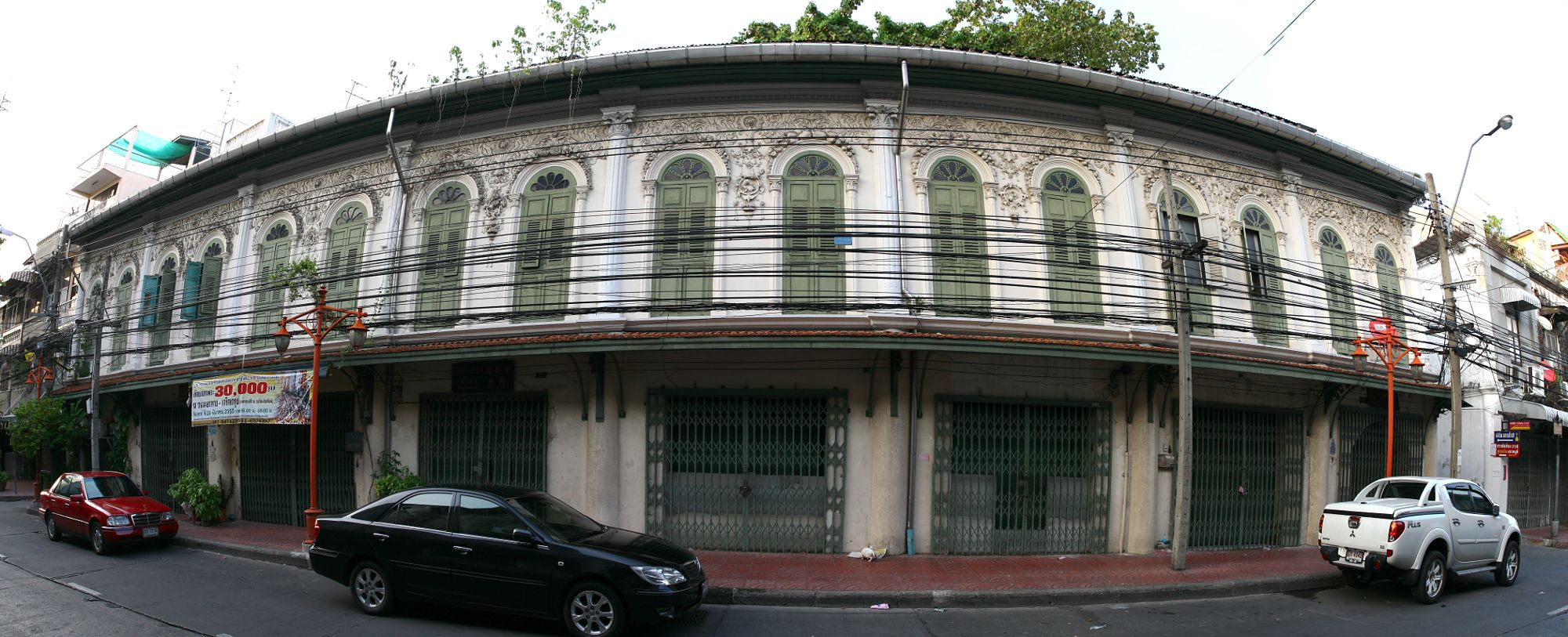
Sui An, magasin de céramiques avec des décors en stuc de fleurs et de fruits

### Articles de revue (texte intégrale)
- Spécial China Town : la marche en avant, textes de Jean Baffie et Bruno-Édouard Perrin, photographies de Aniko Palanky et Bruno-Édouard Perrin, Gavroche Thaïlande n°250, Août 2015, Dossier de 59 pages sur le quartier chinois de Bangkok